# فاتوس لالا
فاتوس لالا (بالألبانية: Fatos Lala‏) هو لاعب كرة قدم ألباني في مركز الوسط، ولد في 8 أبريل 1995 في كوكس في ألبانيا. شارك مع منتخب ألبانيا تحت 19 سنة لكرة القدم. أما مع النوادي، فقد لعب مع نادي تيرانا ونادي كامزا.